# بوتو الأنديز
بوتو الأنديز (الاسم العلمي: Nyctibius maculosus)، هو نوع من الطيور يتبع فصيلة بوتو ضمن رتبة السبديات.